# Леще (Підкарпатське воєводство)
Леще (пол. Leszcze) — село в Польщі, у гміні Нівіська Кольбушовського повіту Підкарпатського воєводства.
Населення — 262 особи (2011).
У 1975-1998 роках село належало до .

## Демографія
Демографічна структура станом на 31 березня 2011 року:
|          | Загалом | Допрацездатний вік | Працездатний вік | Постпрацездатний вік |
| -------- | ------- | ------------------ | ---------------- | -------------------- |
| Чоловіки | 138     | 28                 | 97               | 13                   |
| Жінки    | 124     | 15                 | 70               | 39                   |
| Разом    | 262     | 43                 | 167              | 52                   |